# Teòricon
Teòricon (en grec antic τὸ θεωρικόν, en plural τὰ θεωρικά) era el nom que prenien els fons estatals a l'antiga Atenes destinats a pagar els festivals, sacrificis i espectacles públics.

## Antecedents
Segons Xenofont, se celebraven a Atenes més festivals que en el conjunt de tota Grècia. Alguns dels festivals es limitaven als membres d'una determinada tribu o demos, que es pagaven amb els fons privats de les pròpies comunitats, però també hi havia els festivals públics, oberts a tots els ciutadans. En els més importants, com les Dionísia, les Panatenees, o les Targèlia, se celebraven sacrificis, Jocs, concursos de gimnàstica, processons i competicions teatrals, tots ells amb gran esplendor i moltes despeses.
Una part de les despeses era pagada per ciutadans que s'hi comprometien, com ara els coregs per les representacions teatrals, però una altra part era subvencionada per l'erari públic. Demòstenes es queixava de que un festival de les Panatenees era tan car com una expedició militar. Les ambaixades religioses a Delos o a Delfos o als Jocs Olímpics també les pagava l'estat, encara que una part important anava a càrrec del ciutadà ric que dirigia l'ambaixada.

## Història
Els festivals comportaven també un temps de relacions públiques i de convivència, i es va veure la necessitat de fer-los extensius a tothom. La representació dels drames a Atenes tenia l'entrada lliure, i se celebraven en un principi en teatres de fusta, però les aglomeracions a l'entrada i a la sortida eren perilloses i cap a l'any 500 aC hi va haver un accident molt greu quan es van desmuntar les fustes del teatre. Es va decidir de cobrar un preu de dos òbols per entrar, i aquests diners els recollia l'arrendador del teatre, que l'havia de mantenir en bones condicions, a més de pagar-ne un tant a l'estat. Aquest pagament encara es va mantenir després que els teatres fossin construïts en pedra. Pèricles al segle v aC, segons Plutarc, va fer aprovar una llei per alleugerir els ciutadans més pobres, probablement perquè les obres de teatre tenien un caràcter sagrat de cerimònia religiosa, i hauria estat impiu el fet d'excloure a algú. Altres autors diuen que el que va crear el Teòricon va ser Eubule, un home d'estat del segle iv aC, contemporani de Demòstenes. De vegades aquests fons eren usats amb finalitats polítiques i es distribuïen en festes sense espectacles per guanyar-se a la gent, per part dels demagogs. Agirri va restaurar l'any 395 aC l'antic concepte del Teòricon, i va augmentar el subsidi a tres òbols. Es calcula que la quantitat que cada any es destinava a aquesta distribució podia arribar als vint-i-cinc talents o potser més.
Aquest sistema de finançament anava en contra d'altres necessitats, sobretot de les despeses de guerra, i Demòstenes va dedicar la Primera filípica a demanar que aquests diners es destinessin a la preparació de la guerra contra Filip II de Macedònia. L'any 339 aC Demòstenes va suprimir el Teòricon per destinar els diners a la guerra. L'abolició definitiva va arribar durant l'hegemonia del regne de Macedònia sobre Grècia al segle iii aC.